# IndieFada
IndieFada é uma editora independente fundada pelos elementos da banda portuguesa de pop rock GNR (Grupo Novo Rock), em 2014, na cidade de Matosinhos. 
O financiamento da editora esteve a cargo exclusivamente ao trio Tóli César Machado, Rui Reininho e Jorge Romão e a sua criação surgiu da necessidade em ter a independência há muito desejada, deixando assim de dependerem de terceiros na gravação e edição dos trabalhos discográficos.

## História
Para os membros dos GNR, e fundadores da editora, a IndieFada trouxe inúmeras vantagens e a opinião foi consensual ao afirmarem que: "É uma maneira muito séria de investir em nós", segundo a convicção de Reininho. Na visão de Tóli esta independência inspirou o grupo porque: "Isto dá-nos mais liberdade, mais tranquilidade e podemos fazer as coisas com mais calma. Não há pressões nem prazos editoriais", afirmou o músico. Romão reforçou o sentimento concluindo: "Já não temos a preocupação de perceber se há muitos ou poucos singles".
Para a criação do nome da editora foi lançado, em agosto de 2014, um desafio dos GNR dirigido aos fãs seguidores da página do facebook da banda e as várias propostas que foram sugeridas ajudaram o vocalista a encontrar inspiração para criar o nome IndieFada. Pouco depois, a 5 de novembro do mesmo ano, foi divulgado o logótipo da editora. Na estrutura da empresa destaca-se o papel de Tóli César Machado como responsável pela direção artística, ao mesmo tempo que acumula as funções habituais da composição musical nos GNR.
A estreia da editora foi assinalada pelo single "Cadeira Eléctrica", lançado em 5 de dezembro de 2014, que serviu de tema de apresentação do décimo segundo álbum de estúdio dos GNR, Caixa Negra, também editado pela IndieFada em 23 de março de 2015. O trabalho de estreia foi acompanhado por um teledisco produzido e realizado por André Tentugal. Sucederam-se outros discos da banda lançados pela editora.

## Lista de artistas
Lista-se abaixo os artistas que gravaram os seus álbuns e singles na IndieFada:
| Artista | Edição / Formato                                     | Ano  | Ref.   |
| ------- | ---------------------------------------------------- | ---- | ------ |
| GNR     | "Cadeira Eléctrica" (single)                         | 2014 | [ 4 ]  |
| GNR     | Caixa Negra (álbum)                                  | 2015 | [ 5 ]  |
| GNR     | Theatro, Circo & GNR - Afectivamente ao Vivo (álbum) | 2015 | [ 6 ]  |
| GNR     | "Caixa Negra" (single)                               | 2015 | [ 7 ]  |
| GNR     | "Dançar SóS" (single)                                | 2016 | [ 8 ]  |
| GNR     | "O Arranca-Coração" (single)                         | 2016 | [ 9 ]  |
| GNR     | "Morte ao Sol" (single)                              | 2017 | [ 10 ] |
| GNR     | Os Primeiros 35 Anos ao Vivo (álbum)                 | 2017 | [ 11 ] |
| GNR     | "Quem?" (single)                                     | 2018 | [ 12 ] |

Notas
1. ↑  Edição da Porto Editora

## Ligações Externas
- «IndieFada no Discogs»